# Лачиново (Курська область)
Лачиново (рос. Лачиново) — селище в Касторенському районі Курської області Російської Федерації.
Населення становить 476 осіб. Входить до складу муніципального утворення Лачиновська сільрада.

## Історія
Населений пункт розташований на території українського етнічного та культурного краю Східна Слобожанщина.
Від 2004 року входить до складу муніципального утворення Лачиновська сільрада.

## Населення
| 1939 | 2002 | 2010 |
| ---- | ---- | ---- |
| 512  | ↗592 | ↘476 |